# شرج بلعجم (الشحر)
'

تعديل مصدري - تعديل

شرج بلعجم هي إحدى قرى عزلة الشحر بمديرية الشحر التابعة لمحافظة حضرموت، بلغ تعداد سكانها 112 نسمة حسب تعداد اليمن لعام 2004.